# Pierre Musy
Pour les articles homonymes, voir Musy.
Pierre Musy, né le 25 août 1910 et mort le 21 novembre 1990, est un bobeur et cavalier suisse notamment champion olympique de bob à quatre en 1936.

## Biographie
Pierre Musy est le fils de Jean-Marie Musy, conseiller fédéral et président de la Confédération suisse en 1925 et en 1930, et le frère du pilote Benoît Musy. Après des études au Collège Saint-Michel à Fribourg et à l'Université de Berne, il travaille dans les banques. Il se marie en 1936 avec Erna Mende-Porter, avec qui il aura quatre enfants. À l'Armée suisse, Pierre Musy atteint le grade de colonel brigadier. Après avoir été attaché militaire et de l'air suisse dans plusieurs pays, il est chef de la section renseignements et défense à l'état-major, à Berne. Dès les années 1970, il préside le FC Fribourg.

## Carrière sportive
En bob à quatre, Pierre Musy est deuxième des championnats du monde 1935, puis médaillé d'or aux Jeux olympiques d'hiver de 1936 à Garmisch-Partenkirchen en Allemagne avec Charles Bouvier, Noldi Gartmann et Joseph Beerli. Il participe également aux Jeux olympiques d'été de 1948 à Londres au Royaume-Uni en équitation, où il est 32e en individuel et 4e par équipe dans le concours complet.

## Palmarès

### Jeux Olympiques
- : médaillé d'or en bob à 4 aux JO 1936.

### Championnats monde
- : médaillé d'argent en bob à 4 aux championnats monde de 1935.